# کامسی
کامسی شهری در شهرستان رامونگو در استان بولکیمده در بورکینافاسوی غربی مرکزی است جمعیت آن ۱۹۹۶ نفر است.